# Maria Jiruska

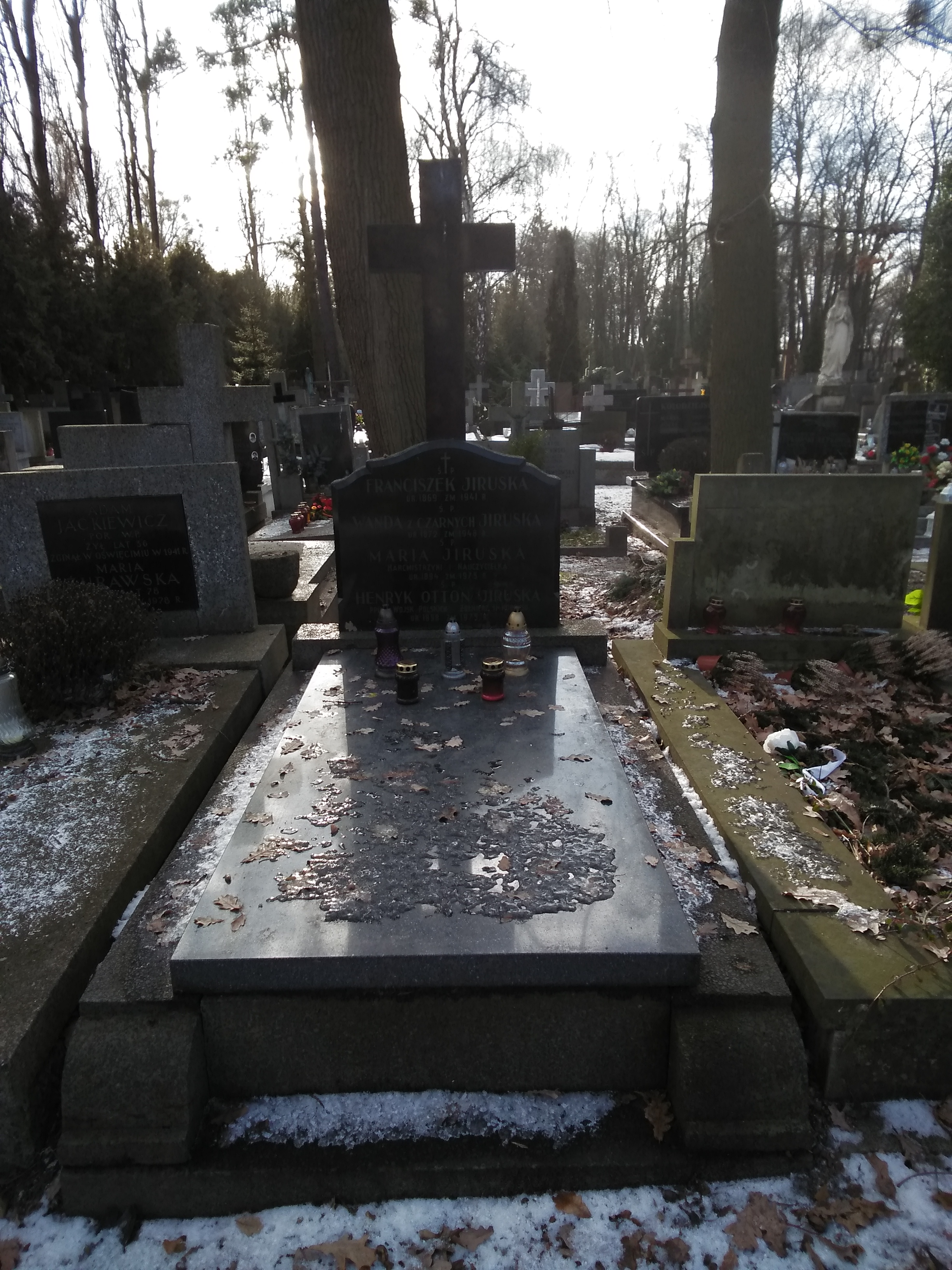
Grób Marii Jiruski na Cmentarzu Wojskowym na Powązkach

Maria Antonina Jiruska (ur. 19 grudnia 1894 w Haliczu, zm. 24 lutego 1975 w Warszawie) – instruktorka harcerska, działaczka społeczna, nauczycielka.

## Życiorys
Jedna z pierwszych polskich skautek, należała do „Eleusis”. Podczas I wojny światowej pełniła służbę w szpitalu polowym, za co została odznaczona w 1915 odznaką „Czerwonego Krzyża”. 
Była drużynową 2 Warszawskiej Żeńskiej Drużyny Harcerskiej (1922–1924), gromady zuchowej „Śpiewające Ptaszęta” i 19 Warszawskiej Żeńskiej Drużyny Harcerskiej (1928–1933). W okresie międzywojennym była jedną z hufcowych Hufca Harcerek Warszawa-Praga. Członkini komendy Warszawskiej Chorągwi Harcerek (1931–1939).
W 1940–1943 hufcowa konspiracyjnego Hufca Harcerek Warszawa-Praga, organizatorka tajnych kursów dla drużynowych i współpracy z (męskim) Hufcem Praga Bojowych Szkół.
Była kierowniczką Szkoły Powszechnej nr 136 przy ul. Kowelskiej 4, gdzie również mieszkała, wraz z matką, Wandą Jiruską z d. Czarny, i siostrą, Stefanią. Ich rodzina wielokrotnie udzielała pomocy Żydom, wspierała żydowski ruch oporu. Mieszkanie stanowiło miejsce schronienia i komórkę wykorzystywaną do celów organizacyjnych, wg relacji jeden z trzech pokojów i kuchnię zawsze zajmowali Żydzi. Przez mieszkanie przewinęło się co najmniej od 80 do 100 osób, z których większość się uratowała. 
Podczas powstania warszawskiego była komendantką harcerskiego szpitala polowego przy ul. Kowelskiej.
Pracę harcerską prowadziła również w pierwszych latach po wojnie, działała m.in. w komisji prób podharcmistrzyń i harcmistrzyń Warszawskiej Chorągwi Harcerek.
W 1953 usunięta z pracy w szkolnictwie. Zrehabilitowana i przywrócona do pracy nauczycielskiej w 1956. 
Była głęboko wierzącą katoliczką.
Pochowana na Cmentarzu Wojskowym na Powązkach (kwatera A8, rząd 1, grób 10). W 1994 Instytut Jad Waszem uhonorował Wandę, Marię i Stefanię Jiruska tytułem Sprawiedliwych wśród Narodów Świata.